# 3326 Agafonikov
3326 Agafonikov este un asteroid din centura principală, descoperit pe 20 martie 1985, de Antonín Mrkos.